# Ifeoma Dieke
Ifeoma Dieke (* 25. Februar 1981 in Amherst, Massachusetts, USA) ist eine schottische Fußballspielerin. Die Abwehrspielerin stand von 2012 bis 2017 beim schwedischen Verein Vittsjö GIK in der schwedischen Damallsvenskan unter Vertrag. Für die schottische Fußballnationalmannschaft spielte sie von 2004 bis 2017 international. 2012 nahm sie mit dem Team GB an den Olympischen Spielen in London teil.

## Karriere
Ifeoma Dieke begann mit acht Jahren in Cumbernauld mit dem Fußballspielen. Aufgrund ihres Talentes erhielt sie ein Stipendium der Florida International University, wo sie für die FIU Panthers spielte. Nach der Graduierung erhielt sie einen Vertrag bei Atlanta Beat in der WUSA, spielte aber zunächst 2007 und 2008 bei schwedischen Vereinen. 2009 kehrte sie in die USA zurück und spielte in der WPS bei zwei US-Vereinen, wurde aber 2011 an den zyprischen Verein Apollon Limassol ausgeliehen und wechselte zur Saison 2012 wieder nach Schweden.

## Nationalmannschaft

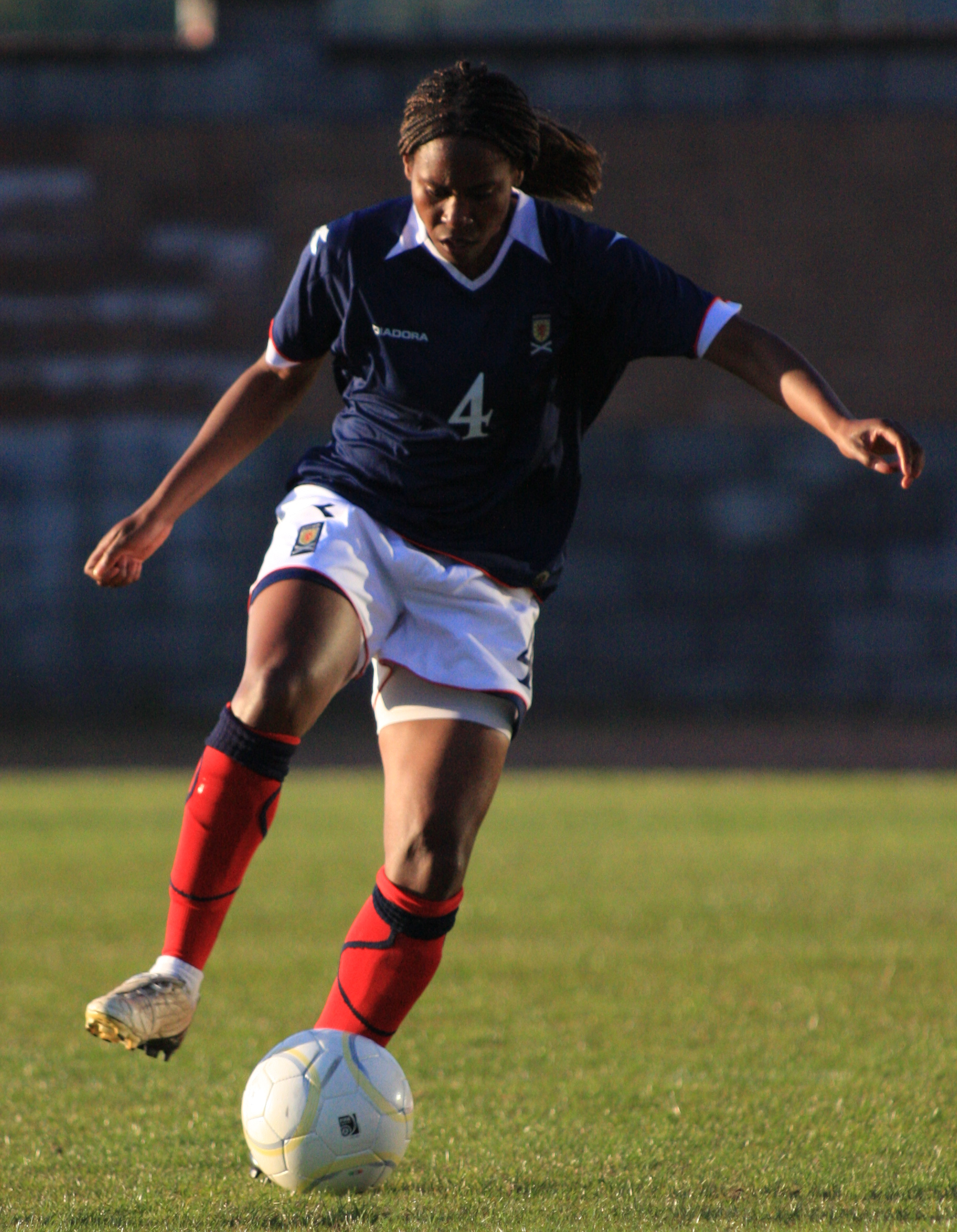
Dieke 2009 im Trikot der schottischen Nationalmannschaft

Für die schottische Fußballnationalmannschaft debütierte Dieke 2004 gegen Griechenland. 2012 nahm sie erstmals für Großbritannien an den Olympischen Spielen teil und bildete mit Spielerinnen aus Nordirland, Schottland und England ein Team. Im ersten Spiel des Teams GB am 20. Juli gegen Schweden stand sie in der Startformation und kam auch beim ersten Spiel bei den Olympischen Spielen gegen Neuseeland zum Einsatz. Im zweiten Spiel gegen Kamerun zog sie sich eine Knie-Verletzung zu, die sie für den Rest des Turnieres an weiteren Einsätzen hinderte. Auch in der schottischen Nationalmannschaft kam sie erst im März 2014 beim Zypern-Cup wieder zum Einsatz. Am 20. August 2014 kam sie beim Freundschaftsspiel der schottischen Mannschaft gegen Portugal zu ihrem insgesamt 100. Länderspiel. Am 30. Oktober 2014 bestritt sie dann das 100. Länderspiel für Schottland. Am 20. Oktober 2015 wurde sie dafür ebenso wie Joanne Love, die bereits im März 2011 ihr 100. Länderspiel bestritten hatte, von der UEFA geehrt.
In der Qualifikation für die EM 2017 wurde sie fünfmal eingesetzt. Die Schottinnen qualifizierten sich erstmals für eine EM-Endrunde, bei der sie in den drei Gruppenspielen eingesetzt wurde. Nach dem Aus in der Gruppenphase bestätigte sie ihren bereits vorher angekündigten Rücktritt.

## Privates
Dieke ist das Kind nigerianischer Eltern, die, als sie drei Jahre alt war, nach Cumbernauld zogen.